# Яна Касова
Яна Касова е българска лекоатлетка и спортен журналист.
Родена е на 13 август 1981 година в Костенец. Яна Касова е от видните български състезателки в бягането с препятствия. През 2002 година печели бронзов медал в бягането на 100 метра с препятствия на Европейското първенство по лека атлетика в Мюнхен. Личното постижение на Касова в тази дисциплина е 12.75 постигнато в Банска Бистрица на 23 юни 2002 г.